# 應用藝術博物館 (貝爾格萊德)

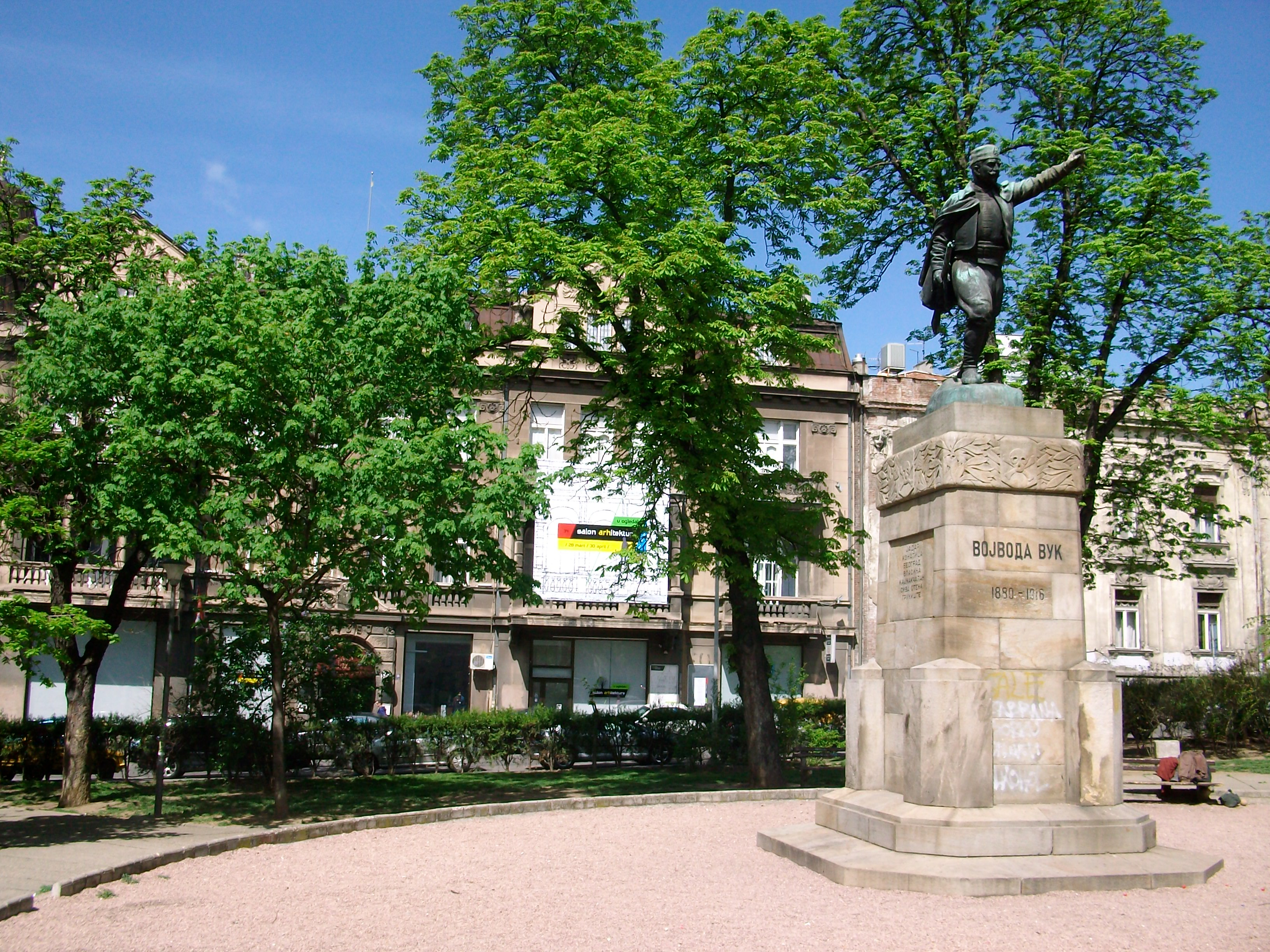
應用藝術博物館

應用藝術博物館（Музеј примењене уметности / Muzej primenjene umetnosti）是位於塞爾維亞首都貝爾格萊德的一座美術館。應用藝術博物館收藏了超過3.7萬件應用美術的藝術品，橫跨歷史長度超過2400年，最舊的奢侈品是公元前4世紀時的古希臘藝術品。應用藝術博物館設立於1950年。

## 外部連結
- Official Website
- Museum of Applied Art in Belgrade on Europeana （页面存档备份，存于）
- Museum of Applied Art in Belgrade. Digital Library

44°49′01″N 20°27′16″E / 44.81694°N 20.45444°E